# Solargrafia

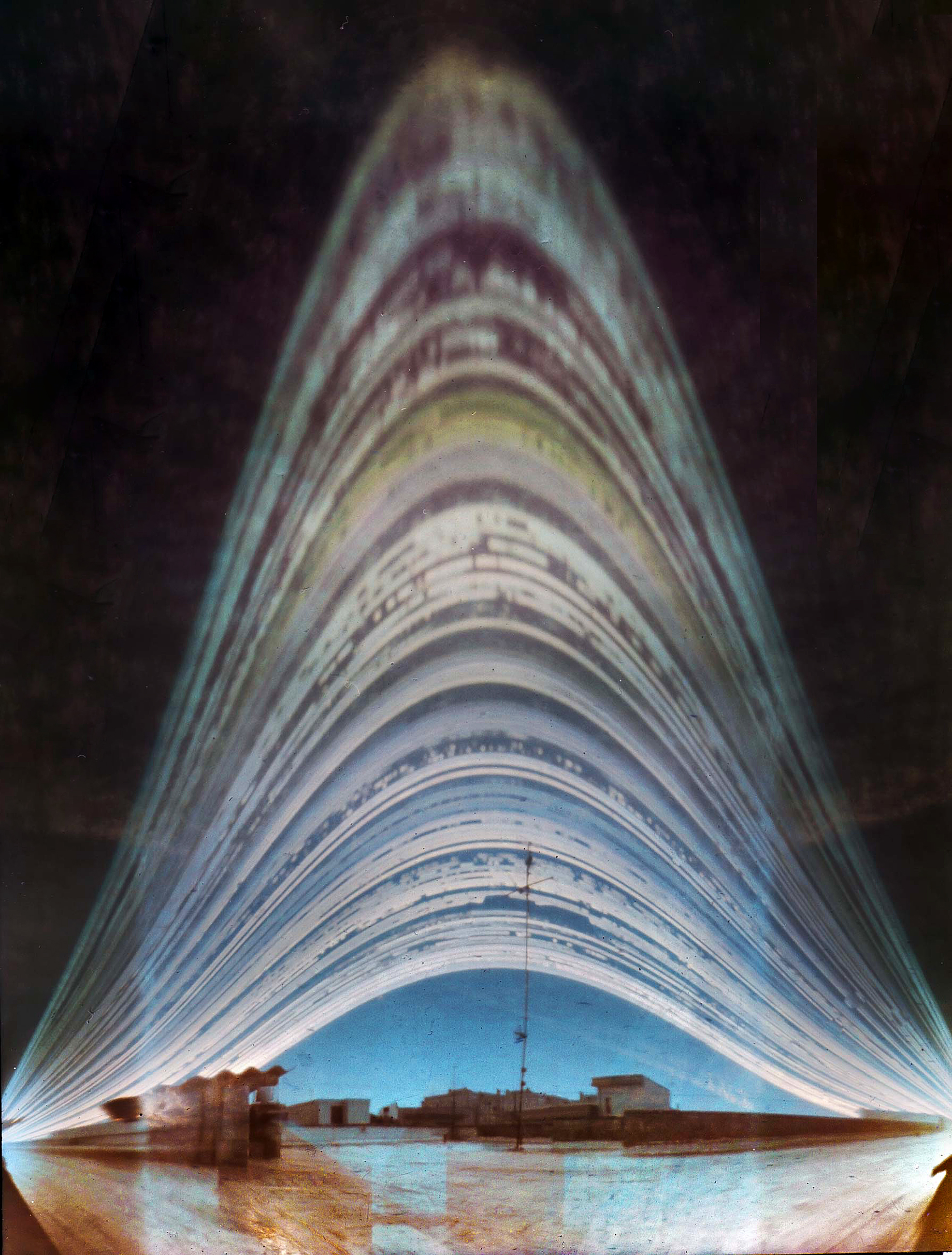
Una solargrafia con un tempo di esposizione di 6 mesi

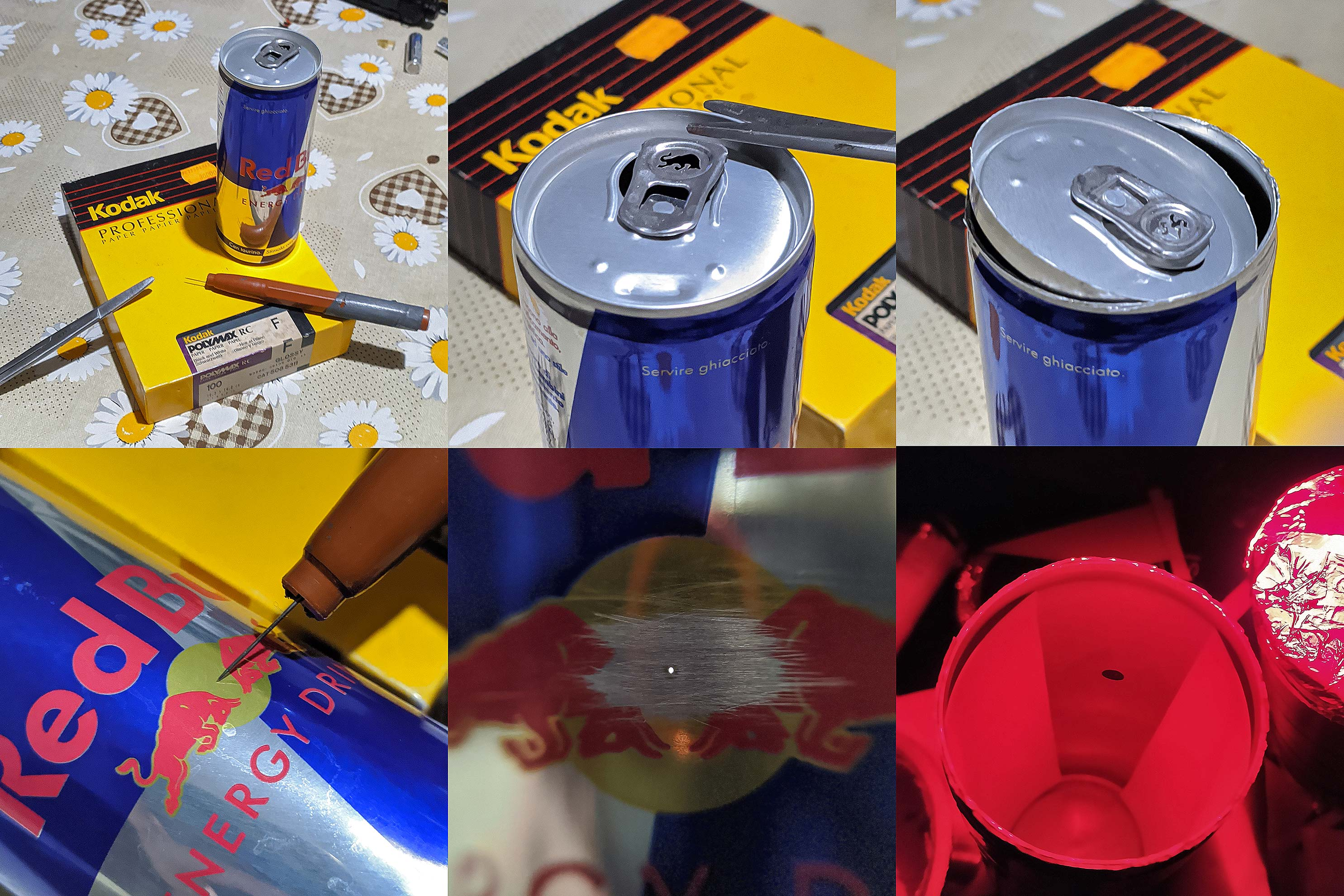
Costruzione di una solargrafia

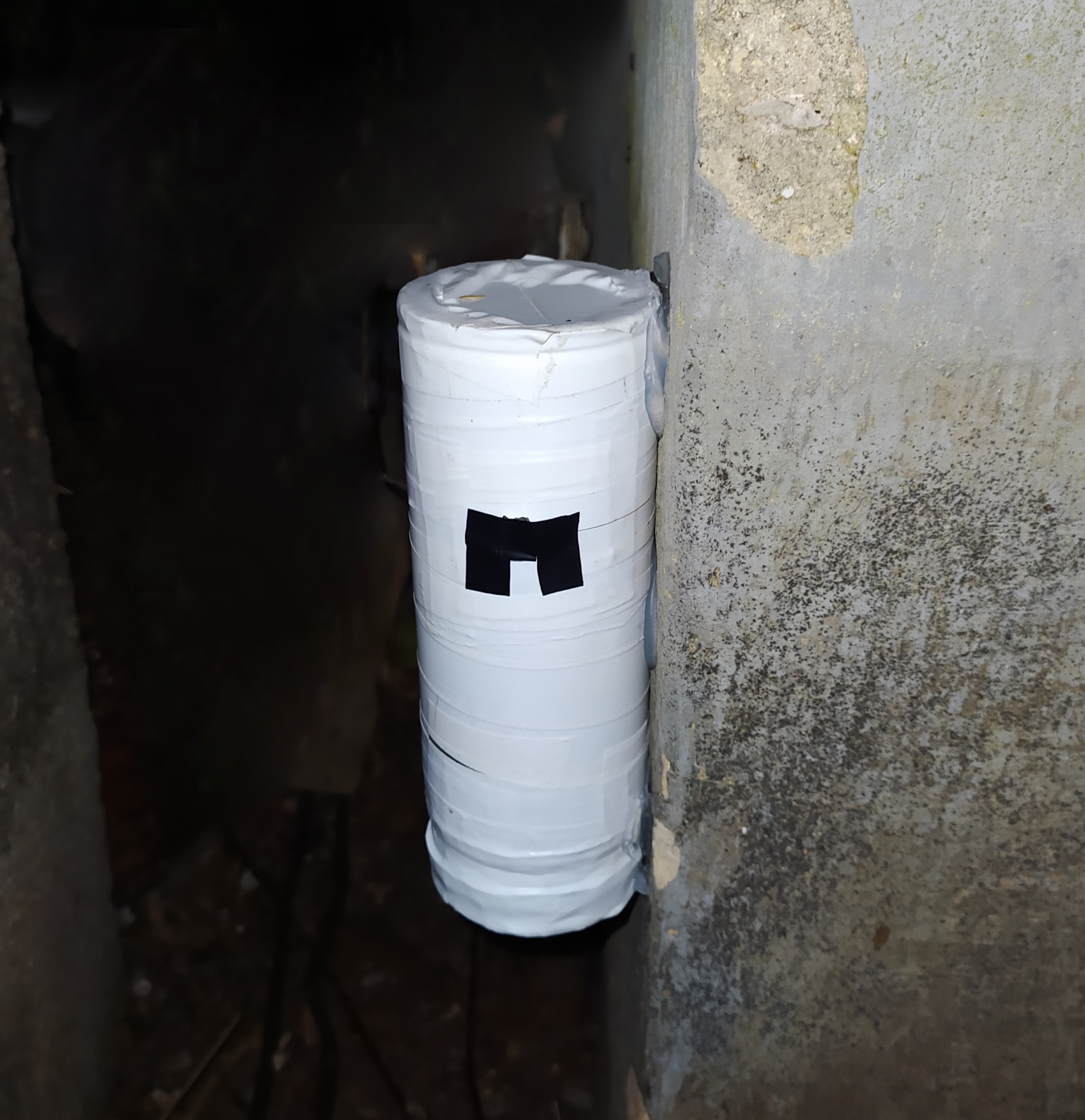
Una fotocamera costruita usando una lattina incollata ad un muro. Il nastro nero funge da otturatore

La solargrafia (o solarigrafia) è una tecnica fotografica a lunga esposizione che consente di catturare il movimento apparente del Sole nel corso delle stagioni. Generalmente, viene realizzata utilizzando fotocamere costruite con materiali di recupero, come lattine di alluminio, che contengono un foglio di carta fotosensibile al loro interno. La sua semplicità e il basso costo ne hanno favorito la diffusione.

## Storia e sviluppo
I primi tentativi di solargrafia sono stati realizzati negli anni ottanta da Dominique Stroobant. Successivamente, nei primi anni del 2000, la tecnica è stata perfezionata da Diego López Calvín, Sławomir Decyk e Paweł Kula.

## Tecniche e applicazioni
La solargrafia sfrutta il fenomeno dell'annerimento alla luce della carta fotografica.  Questo processo avviene senza la necessità del tradizionale sviluppo fotografico, consentendo di ridurne la sensibilità. Le fotocamere a foro stenopeico realizzate utilizzando materiali di recupero come lattine di alluminio,  o tubi di plastica,  vengono posizionate e lasciate esporre per lunghi periodi di tempo, tipicamente da un solstizio all'altro, fino a diversi anni. Vengono anche impiegate tradizionali fotocamere analogiche,  col vantaggio di poter ottenere una solargrafia con poche ore di esposizione, e con una maggiore definizione.

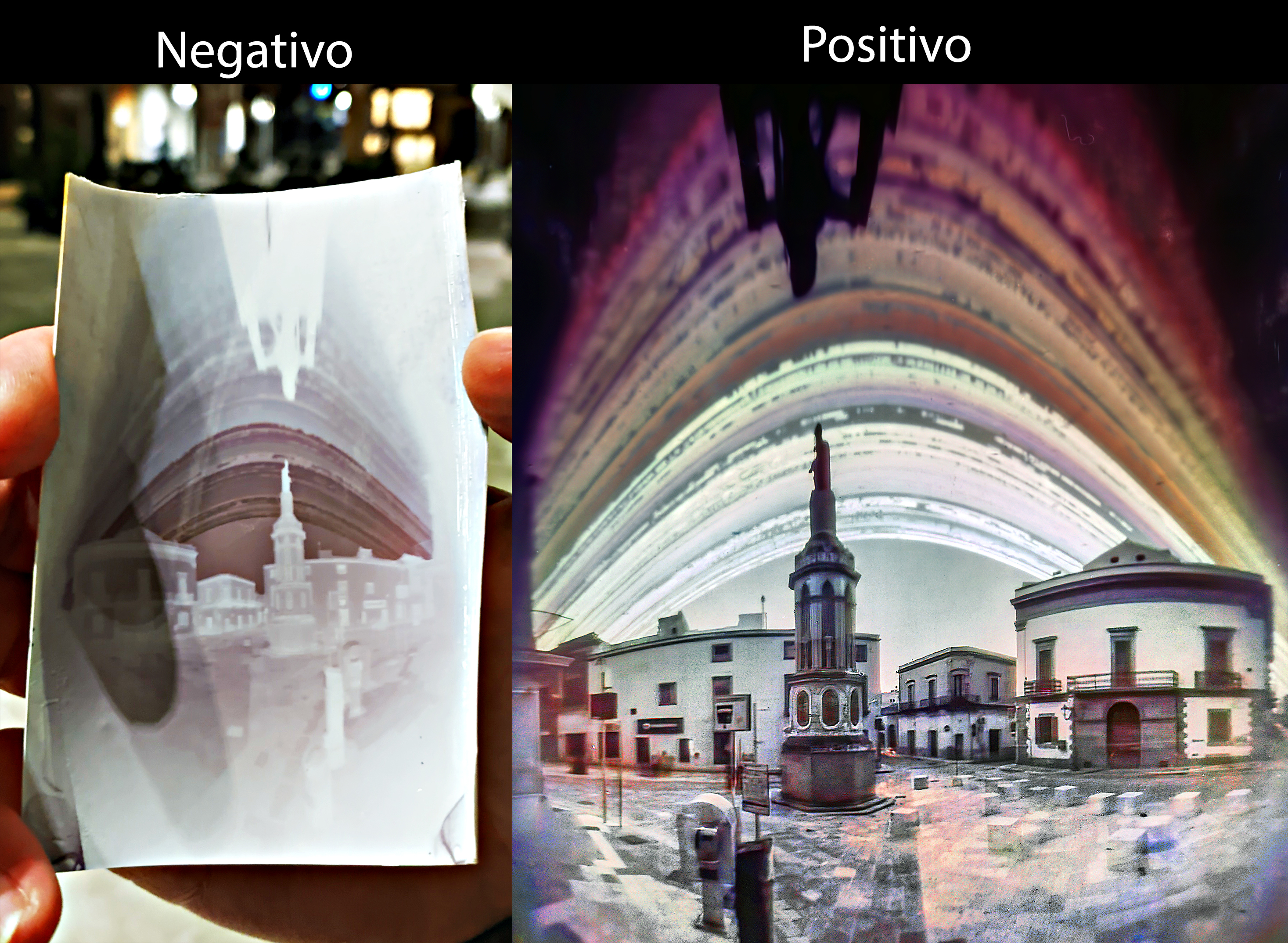
Il negativo originale appena rimosso dalla fotocamera, e a destra la versione digitalizzata

Al termine dell'esposizione, il negativo viene estratto dalla fotocamera per poi essere digitalizzato usando uno scanner o una fotocamera.

## Incidenti
In alcune occasioni le solargrafie sono state scambiate per ordigni esplosivi, causando allarmi e malintesi. Al fine di evitare fraintendimenti e garantire la sicurezza pubblica, è consigliabile adottare precauzioni adeguate come includere una nota posizionata sulla fotocamera, che spieghi la natura dell'oggetto.